# Catedrala Urakami
Catedrala Urakami (în japonezăj: 浦上天主堂 Urakami Tenshudō), cu hramul dedicat Sfintei Maria, se află în orașul japonez Nagasaki.

## Istoric

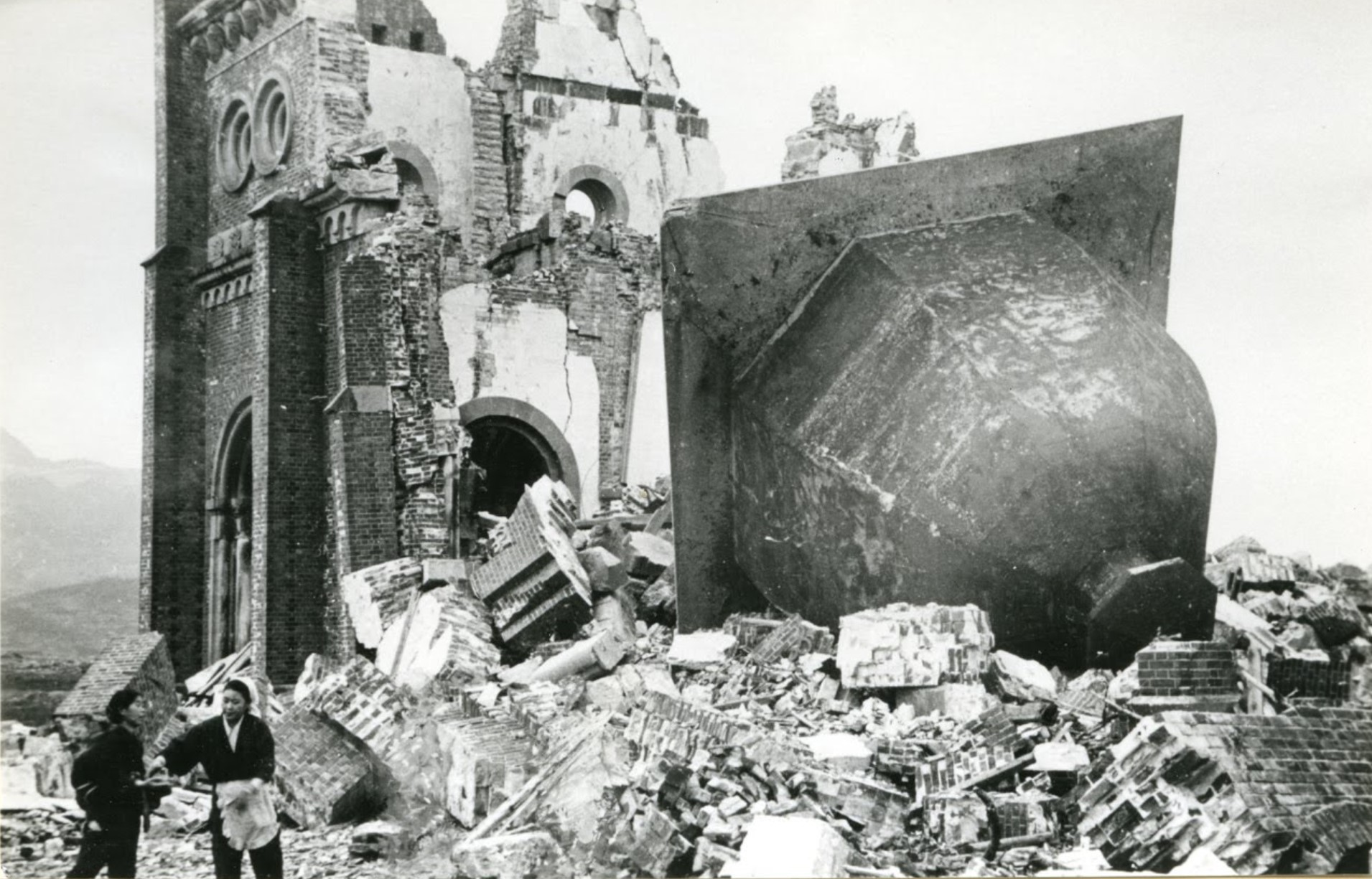
Catedrala Urakami (7 ianuarie 1946)

Construcția bisericii a început în anul 1895. Edificiul a fost finalizat în anul 1925.
La 9 august 1945, ora 11:02, lăcașul a fost distrus aproape complet de bomba atomică lansată asupra orașului, bombă a cărei detonație s-a produs la circa 500 metri distanță de biserică.
În anul 1959 a început reconstrucția catedralei, cu conservarea ruinelor din vechiul edificiu.